# Венецуела на Зимским олимпијским играма 2006.
Венецуели је ово било треће учешће на Зимским олимпијским играма. Венецуеланску делегацију, на Зимским олимпијским играма 2006. у Торину представљао је један такмичар који је учествовао у санкању.
Велецуела је остала у групи екипа које на Зимским олимпијским играма до данас није освојила ниједну медаљу.
Заставу Венецуеле на свечаном отварању и затварању Игара 2006. носио је једини венецуалански такмичар санкаш Werner Hoeger.

## Санкање
Мушкарци
Санкаш Werner Hoeger професор кинезиологије на Државном универзитету у Бојзију (Ајдахо) био је најстарији учесник Зимских олимпијских играра 2006. са 52 године и 59 дана.
| Такмичар      | Дисциплина  | Финале   | Финале   | Финале   | Финале   | Финале   | Финале    | Финале       |
| Такмичар      | Дисциплина  | 1. вожња | 2. вожња | 3. вожња | 4. вожња | Укупно   | Заостатак | Пласман      |
| ------------- | ----------- | -------- | -------- | -------- | -------- | -------- | --------- | ------------ |
| Werner Hoeger | појединачно | 56,754   | 55,411   | 56,256   | 55,169   | 3:43,590 | + 17,502  | 32 / 35 (36) |